# 阿寒湖バスセンター
阿寒湖バスセンター（あかんこバスセンター）は、北海道釧路市阿寒町阿寒湖温泉3丁目4-5にあるバスターミナル兼宿泊施設、及び施設を管理する株式会社。バス停留所の名称としては「阿寒湖温泉」となっている。

## 概要
阿寒摩周国立公園内、阿寒湖の南側の国道240号沿いにある。阿寒湖バスセンターを発着する阿寒バスの関連会社であり、阿寒湖営業所の窓口を併設する。
法人としての阿寒湖バスセンターは、バスターミナルを利用していた複数のバス会社の共同出資によって設立された。阿寒湖バスセンター宿泊部は単純温泉を備えるバス運転手向けの宿泊施設であったが、今日では一般に開放されている。日帰り入浴も可能。
セイコーマートがテナントとして入居しており、駐車場を有しているため、長距離ドライバーの休養施設としても利用される。

## 乗り入れているバス
以下の定期路線バス等のほかに、定期観光バスや阿寒湖畔のホテルへの送迎バスなども乗り入れる。

### 都市間バス
- サンライズ旭川釧路号（道北バスと阿寒バスによる共同運行）
  - 釧路 - 阿寒湖温泉 - 温根湯温泉 - 層雲峡温泉 - 旭川
- 特急釧北号（北海道北見バスと阿寒バスによる共同運行）
  - 釧路 - 阿寒湖温泉 - 北見

### 路線バス
- 釧路駅・釧路空港より阿寒バス（30 阿寒線、阿寒エアポートライナー）
- 摩周駅より阿寒バス「阿寒摩周号」（夏季・冬期のみ運行）

### 予約制乗り合いバス
- 帯広駅・十勝川温泉・池田駅・本別道の駅・足寄道の駅より網走観光交通「まりもエクスプレス帯広号」
- 新千歳空港・南千歳駅よりエルム観光バス「あかん湖エクスプレス」

### かつて乗り入れていたバス
- 阿寒パノラマコース（阿寒バス）
  - 阿寒湖温泉 - 摩周駅 - 川湯温泉 - 屈斜路湖 - 美幌峠 - 美幌駅 - 女満別空港 - 網走駅
- 知床ウトロ号（阿寒バス）
  - 阿寒湖温泉 - （阿寒パノラマコースと同経路） - 網走駅 - 知床斜里駅 - ウトロ
- 阿寒・知床号（斜里バスと阿寒バスによる共同運行）
  - 阿寒湖温泉 - 摩周駅 - 川湯温泉駅 - 硫黄山 - 川湯温泉 - 知床斜里駅 - オシンコシンの滝 - ウトロ
- 阿寒号（阿寒バス）
  - 阿寒湖温泉 - 川湯温泉 - 裏摩周 - 開陽台 - サーモンハウス - 羅臼 - 知床峠 - ウトロ
- オンネトー線（阿寒バス）
  - 阿寒湖温泉 - 雌阿寒温泉 - オンネトー - オンネトー湯の滝入口
- 津別線（阿寒バス）
  - 阿寒湖温泉 - 北見相生 - 本岐 - 津別 - 活汲 - 美幌駅 - 女満別空港 - 網走駅

## バスターミナル周辺
- 阿寒摩周国立公園
  - 阿寒湖
  - 雌阿寒岳
    - 雌阿寒温泉
    - オンネトー

  - 雄阿寒岳
- 国道240号